# 브라흐마흰배쥐
브라흐마흰배쥐(Niviventer brahma)는 쥐과에 속하는 설치류의 일종이다. 인도 북동부와 미얀마 북부, 중국 남서부(윈난성)에서 발견된다. 해발 2,000~2,800m의 다양한 숲 서식지에서 서식한다.